# 玛蕾特·阿尼

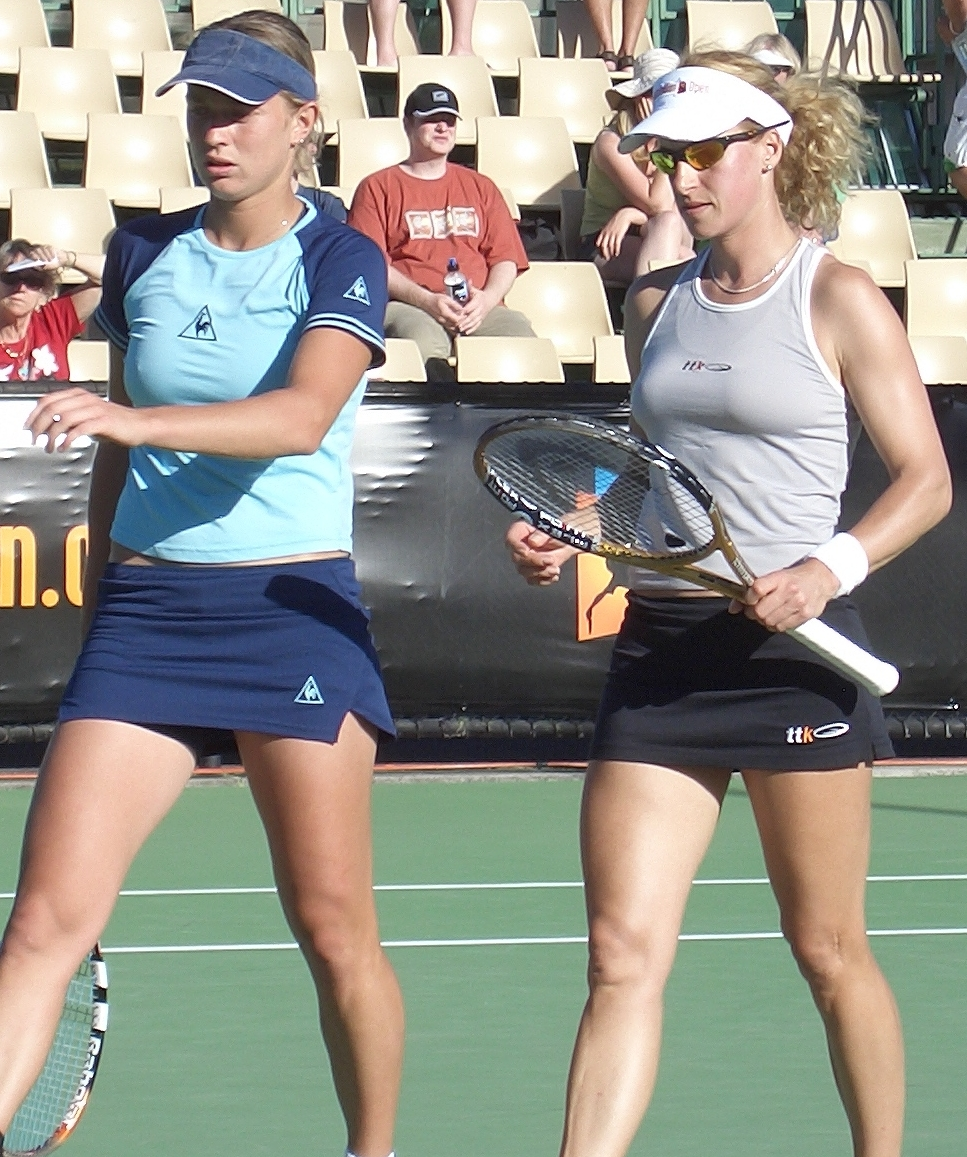
玛蕾特·阿尼

玛蕾特·阿尼（1982年1月31日—），愛沙尼亞女子職業網球選手，現在居住於愛沙尼亞塔林，生涯單打最高排名為63（2008年5月15日）。
她是曾青少年的籃球冠軍，她14歲開始打網球，她到義大利受專業的網球訓練，她的第一個教練是Aita Põldma後來是Pierfrancesco Restelli。
阿尼在1998年開始代表愛沙尼亞參加協會盃。

## 外部連結
- 玛蕾特·阿尼的国际女子网球协会官方資料（英文）
- 玛蕾特·阿尼的國際網球總會 職業／青少年 官方資料（英文）
- Fed Cup - Player profile - Maret ANI (EST) （页面存档备份，存于）